# Премія імені Лазаря Комарчича
Премія присуджується Товариством любителів фентезі «Лазар Комарчич» з Белграда за найкращі твори в галузі фентезі.

## За твори, опубліковані в 1984 р
- вітчизняне оповідання: Андрія Лаврек, «Німеччина в 1942 році»
- вітчизняна новела: Бобан Кнежевич, «Проти Ірвінга»
- вітчизняний роман: Нікола Панич, «Регата Плерус»
- іноземне оповідання: непризначене
- іноземний роман: Фредерик Пол, «Ворота 2»
- переклад: Александр Б. Неделькович, «Паване»
- ілюстратор: Желько Пахек

## За твори, опубліковані в 1985 р
- вітчизняне оповідання: непризначене
- вітчизняна новела: Бобан Кнежевич, «Ніч, яка не настане»
- вітчизняний роман: Борислав Пекич, 1999.
- іноземне оповідання: Деніел Кіз, «Квіти для Елджернона»
- іноземний роман: Роджер Желязни, «Володар світла»
- переклад: Александр Б. Неделькович і Браніслав Бркич, «Пісня для Лайбовича»
- ілюстратор: Желько Пахек і Добросав Боб Живкович

## За твори, опубліковані в 1986 р
- вітчизняне оповідання: непризначене
- вітчизняна новела: Радміло Анджелкович, «Варниця»
- вітчизняний роман: непризначений
- іноземне оповідання: Роберт Сілверберг, «Подорож до Візантії»
- іноземний роман: Джо Голдеман, «Нескінчення війна»
- переклад: Зоран Якшич, «Путівник по Галактиці для космотуристів»
- ілюстратор: Добросав Боб Живкович

## За твори, опубліковані в 1987 р
- вітчизняне оповідання: Драган Р. Філіпович, «Злодій лайна»
- вітчизняна новела: Володимир Лазович, «Сокіл»
- вітчизняний роман: Зоран Якшич, «Злодії всесвіту»
- іноземне оповідання: непризначене
- іноземний роман: Роберт Сілверберг, «Вмираючи зсередини»
- переклад: Александр Б. Неделькович «На арені прози»
- ілюстратор: Ігор Кордей

## За твори, опубліковані в 1988 р
- вітчизняне оповідання: Бобан Кнежевич, «Чотирнадцятий день»
- вітчизняна новела: Зоран Нешкович, «Перш за все, це неможливо…»
- вітчизняний роман: Борислав Пекич, «Атлантида» і Александр Б. Неделькович, «Золота книга»
- іноземне оповідання: Роберт Сілверберг, «Історія свободи»
- іноземний роман: Філіп Дік, «Лийтеся сльози, сказав полісмен»
- переклад: Зоран Якшич, «Алея проклять»
- ілюстратор: Добросав Боб Живкович

## За твори, опубліковані в 1989 і 1990 рр
- вітчизняне оповідання: Слободан Івков, «Про поступ сільського господарства взагалі»
- вітчизняна новела: Драган Р. Філіпович, «Я тікаю в ніч»
- вітчизняна новела: Предраг Раос, «Нульове зусилля»
- іноземне оповідання: Роберт Сілверберг, «Гільгамеш на кордоні»
- іноземний роман: Роберт Сілверберг, «Книга черепів»
- ілюстратор: Добріло Ніколич, Ратомір Димитрієвич і Сека Кресович-Бунета для обкладинки Енциклопедії наукової фантастики

## За твори, опубліковані в 1991 р
- вітчизняне оповідання: Зоран Якшич, «Я збираю години»
- вітчизняна новела: Зоран Якшич, «Дубрава»
- іноземне оповідання: Урсула Ле Гуїн: «Дівчата Буффало, ви не вийдете сьогодні ввечері?»
- іноземний роман: Стівен Кінг, «До»

## За твори, опубліковані в 1992 р
- вітчизняне оповідання: Зоран Якшич, «Про зебру та ібіса»
- вітчизняна новела: Зоран Якшич, «Еека»
- вітчизняний роман: Горан Скробоня, «Накот»
- іноземне оповідання: Джордж Мартін, «Торгівля шкірою»
- іноземний роман: Філіп Дік, «Три стигмати Блідого Елдріча»

## За твори, опубліковані в 1993р
- вітчизняне оповідання: Бобан Кнежевич, «Той, хто не має душі»
- вітчизняна новела: Горан Скробоня, «Гумова душа»
- вітчизняний роман: Бобан Кнежевич, «Чорна квітка»
- іноземне оповідання: Джо Голдеман, «Обман Гемінгвея»
- іноземний роман: Ден Сіммонс, «Гіперіон» і «Падіння Гіперіона»

## За твори, опубліковані в 1994 р
- вітчизняне оповідання: Бобан Кнежевич, «Жебрак і гравець»
- вітчизняна новела: Володимир Лазович, «Понад веселкою»
- вітчизняний роман: Слободан Ненін, «Дика акація» і «Будинок сторожа»
- іноземне оповідання: Ден Сіммонс, «В обіймах зубастих жінок»
- іноземний роман: Вільям Ґібсон, «Овердрайв Мони Лізи»

## За твори, опубліковані в 1996 р
- вітчизняне оповідання: Іван Нешич, «Трик або задоволення»
- вітчизняна новела: Горан Скробоня, «Священна війна»
- вітчизняний роман: Зоран Якшич, «Злодії всесвіту»
- переклад: Горан Скробоня, «Блакитний мотель»
- спеціальна нагорода: Володимиру Весовичу за концептуальне рішення книги Толкіна

## За твори, опубліковані в 1997р
- вітчизняне оповідання: Ілія Бакич, «Правдива брехня про війну світів»
- вітчизняна новела: Горан Скробоня, «Супернова»
- вітчизняний роман: Радміло Анджелкович, «Всі вовчі діти»
- Спеціальна нагорода: Зоран Живкович (письменник) і видавнича студія «Поларис» протягом тривалого часу — строковий внесок у розвиток наукової фантастики

## За твори, опубліковані в 2002 р
- історія:
- новела: Горан Скробоня, «Червоне небо над суглинними полями»
- роман: Радміло Анджелкович і Даніель Рельїч, «Герб»

## За твори, опубліковані в 2003 р
- оповідання: Радміло Анджелкович, «Звичайний день для риболовлі»
- новела: Зоран Якшич, «Бездан»
- новела: Володимир Лазович і Володимир Весович, «Білий лицар»
- роман: Драган Р. Філіпович, «Касабланка»

## За твори, опубліковані в 2004 р
- оповідання: Ото Олтвані, «Рідкісна група крові»
- новела: Дарко Тушевлякович, «Сходження на гору неправильних вчинків»
- роман: Ратко Р. Радунович, «Ми не хворі»
- переклад: Ото Олтвані, «Золота кров Люціуса Шепарда»
- спеціальний приз: «Политикин забавник», який протягом багатьох років видає мініатюри авторів наукової фантастики.
- спеціальний приз: портал www.screaming-planet.com, для мультимедійного журналу Monthly Scream

## За твори, опубліковані в 2005 р
- роман: Мір'яна Новакович, «Йоганна 501»
- переклад: Ружица Росич і Сава Росич, для «Волкодава» Марії Семенової

## За твори, опубліковані в 2006 р
- оповідання: Слободан Шкерович, «Альфа Блера»
- роман: Мірна Закич, «Жах на Чумній вулиці», «Народна книга-Альфа»
- переклад: Зоран Пеневскі, «Загублені в добрій книзі» Джаспера Форда, Океан
- нагорода за внесок у сербську художню літературу: Радміло Анджелкович